# Rotaria rotatoria
Rotaria rotatoria ist eine Art aus der Gattung Rotaria aus dem Stamm der Rädertierchen (Rotatoria).

## Beschreibung
Die Tiere werden 230–1100 µm groß, besitzen eine glatte Cuticula und einen weißlichen, undurchsichtigen Körper. Der Rumpf ist allmählich in den Fuß übergehend.

## Verbreitung
Die Art ist häufig in Wasseransammlungen aller Art und im Belebtschlamm von Kläranlagen zu finden.

## Unterarten
- Rotaria rotatoria granularis
- Rotaria rotatoria rotatoria
- Rotaria rotatoria spongioderma